# Аґнес Коклак
Аґнес Коклак (латис. Agnese Koklača; 2 березня 1990 року, м. Талсі, Латвія) — латвійська саночниця, яка виступає в санному спорті на професійному рівні з 2006 року. Вона дебютувала в національній збірній, учасник зимових Олімпійських ігор 2010 року в одиночних змаганнях й посіла 24 місце.крута чувіха